# Jhon Obando
Jhon Sebastián Obando Asprilla (25 de marzo de 2001) es un deportista colombiano que compite en atletismo adaptado. Ganó dos medallas en los Juegos Paralímpicos de París 2024.

## Palmarés internacional
| Juegos Paralímpicos | Juegos Paralímpicos | Juegos Paralímpicos | Juegos Paralímpicos   |
| Año                 | Lugar               | Medalla             | Prueba                |
| ------------------- | ------------------- | ------------------- | --------------------- |
| 2024                | París (Francia)     | Medalla de oro      | 400 m T20             |
| 2024                | París (Francia)     | Medalla de bronce   | Salto de longitud T20 |